# Egill Síðu-Hallsson
Egill Síðu-Hallsson (n. 1006) fue un guerrero vikingo de Islandia, hijo de Síðu-Hallur. Su figura histórica aparece como protagonista de su propio relato, Egils þáttr Síðu-Hallssonar. Sirvió en la corte de Olaf II el Santo, y tuvo algunos roces con el rey por su sensibilidad con los prisioneros en el campo de batalla a quienes solía liberar. No obstante esto no fue impedimento para que el rey, en una muestra de misericordia, cuando Egill enfermó tras una batalla en Scandium, a orillas del río Helgá, le sanase en su supuesta primera intervención milagrosa.
Se casó con Þórlaug Þorvaldsdóttir (n. 1018), hija Þorvaldur Skeggjason (n. 985) de Rangárvallasýsla, y fruto de esa relación nació Þorgerður Egilsdóttir (n. 1040), madre del obispo Jón Ögmundsson.